# Cheval en Allemagne
Le cheval en Allemagne (allemand : pferd) constitue l'un des premiers secteurs économiques sportifs, l'Allemagne détenant le plus grand cheptel européen de chevaux. Ce pays est tout particulièrement réputé pour son élevage de montures de sport, les meilleurs chevaux appartenant aux stud-book Hanovrien, Holsteiner et Oldenbourg. le secteur équestre allemand est activement soutenu par l'État, et s'appuie sur des haras fédéraux (Langestüt) répartis dans les länder.
Le cheval tient aussi une place importante dans les croyances allemandes.

## Histoire
L′Indiculus superstitionum et paganiarum (VIIIe siècle) semble indiquer que la pratique de la divination par le cheval était très courante chez les peuples germaniques provenant de l'est du Rhin. 
Alors que 1,5 million de chevaux sont répertoriés en Allemagne de l'Ouest en 1938, leur nombre baisse continuellement jusqu'à la fin des années 1960, atteignant 250 000 chevaux. Il remonte ensuite légèrement, avec 350 000 chevaux recensés en 1988, concomitamment à un développement économique favorisant les activités d'équitation sportive et de loisirs. En 1982, l'Allemagne de l'Ouest détient le plus haut cheptel de chevaux d'Europe, avec 364 000 têtes.
Les chevaux de trait ne représentent qu'une petite part du cheptel équin ouest-allemand en 1990, 60 % de toutes les juments allemandes enregistrées étant des juments de selle et de sport, et 20 % des ponettes.

## Pratiques et utilisations

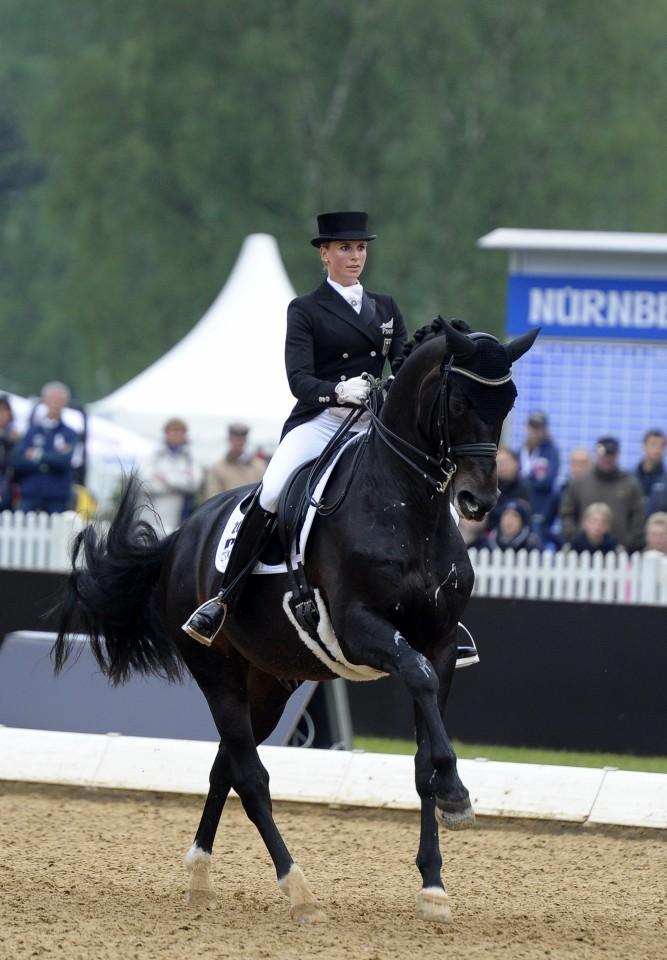
La cavalière de dressage allemande Jessica von Bredow-Werndl avec Unee BB, au CDI5* Pferd International Munich-Riem de 2015.

Le gouvernement allemand soutient et finance activement sa filière équine à l'échelon européen, les associations n'étant en revanche pas subventionnées. Plus d'1,5 million d'Allemands montent à cheval, ce qui fait de la Fédération équestre allemande un acteur majeur au niveau international. En 2017, le nombre d'équitants estimé est de 1,17 million, dont 42 % de cavaliers de loisirs, 26 % pratiquant pour les loisirs et petits concours, et 26 % de cavaliers de concours. 697 126 de ces cavaliers ont une licence sportive.
L'Allemagne organise chaque année 3 600 évènements équestres, avec 69 000 épreuves différentes. 2 400 chevaux allemands ont un passeport de la Fédération équestre internationale et concourent donc au niveau international ; les cavaliers de dressage allemands ont remporté de nombreuses récompenses dans le monde.
Les courses de galop sont gérées indépendamment, par une filière nationale du Jockey Club ; les courses de trot le sont par Hauptverband für traber-zucht e.V. (HVT). Le secteur des courses est en déclin.

## Élevage
Dans les années 2010, le cheptel allemand de chevaux est supérieur au million d'individus, ce qui en fait le pays européen au plus grand nombre de chevaux, (mais non à la plus grande densité). En 2015, l'Allemagne compte environ 1 200 000 équidés (en incluant les ânes). La densité de chevaux en Allemagne en 2008 est de 12,1 pour 1 000 habitants.
Le climat réchauffé et tempéré par le Gulf Stream procure un environnement favorable à l'élevage de chevaux en Allemagne de l'Ouest. En revanche, le climat à l'Est et au Sud du pays se révèle moins favorable. Aussi, la majorité des chevaux sont élevés le long de la vallée du Rhin. 
L'Allemagne dispose de 9 Haras fédéraux (Langestüt), financées et gérés par les länders, qui organisent aussi le soutien à l'élevage à l'échelon régional, notamment de par des aides et valorisations des races de chevaux propres à chaque länd. Ces haras ont une activité d'étalonnier, organisent des qualifications pour les chevaux reproducteurs, et achètent de jeunes poulains chaque année. 700 étalons, environ, sont la propriété des Haras fédéraux allemands, soit environ 20 % des étalons reproducteurs agréés du pays.

### Chevaux de selle et de sport

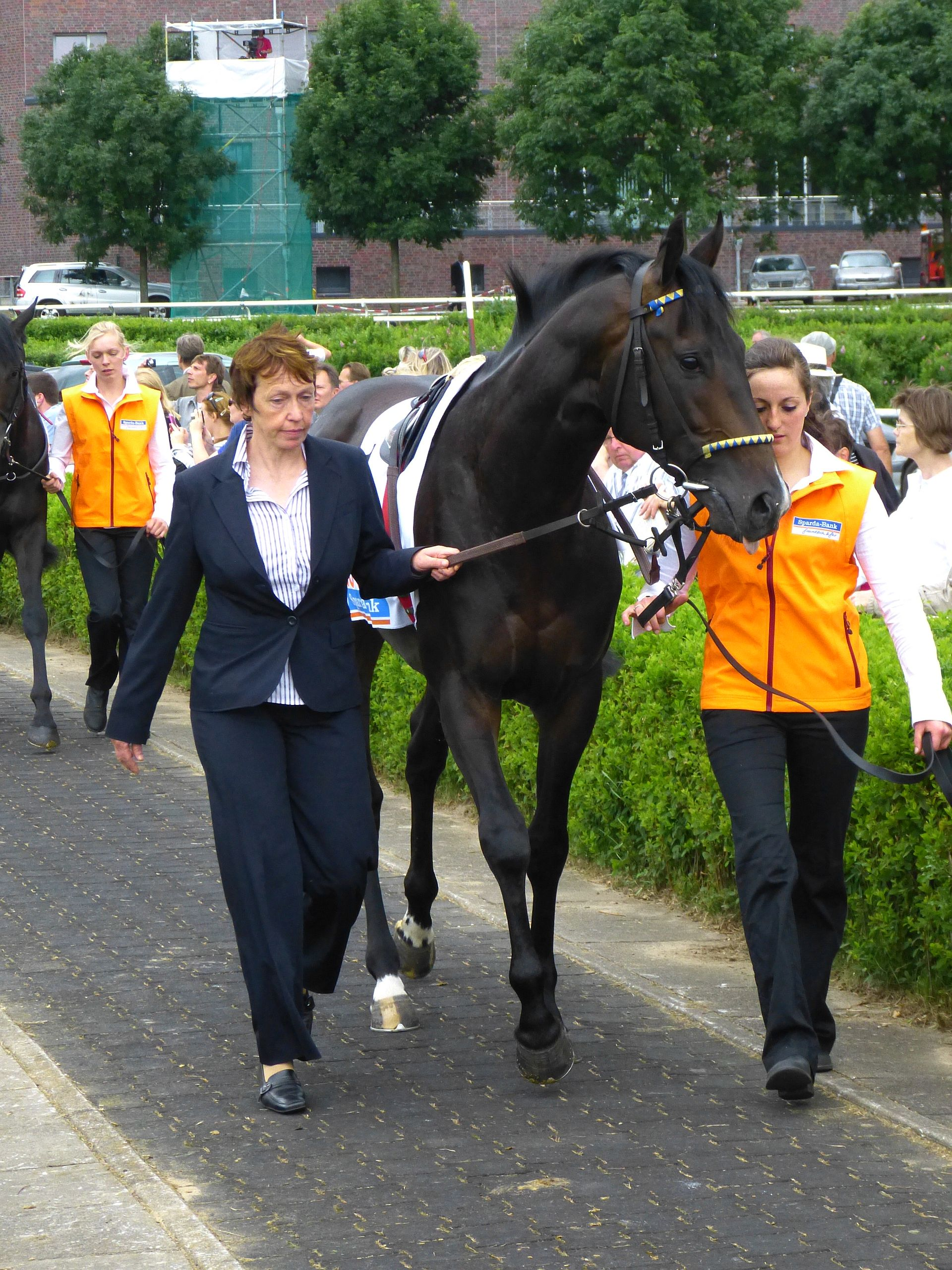
Le Pur-sang Novellist dans le paddock de présentation avant le deutsche derby.

L'élevage de sport constitue le principal secteur, aussi les chevaux de selle et de sport allemand sont-ils particulièrement réputés et recherchés. Les stud-books majeurs sont le Hanovrien, le Holsteiner et l'Oldenbourg. Le Hanovrien, originaire d'Allemagne, est élevé dans 12 pays du monde, le Holsteiner dans 5, et le Oldenbourg dans 4.
L'élevage du Pur-sang de course représente environ 750 naissances annuelles, soit le 4e rang européen. La population allemande de chevaux arabes est nombreuse.

### Poneys
L'élevage du poney de sport est représenté principalement par le Haflinger.
L'Allemagne élève des races de poneys originaires de pays européens voisins, telles que le Huçul, et le Shetland, dont la population est nombreuse.

### Chevaux de trait

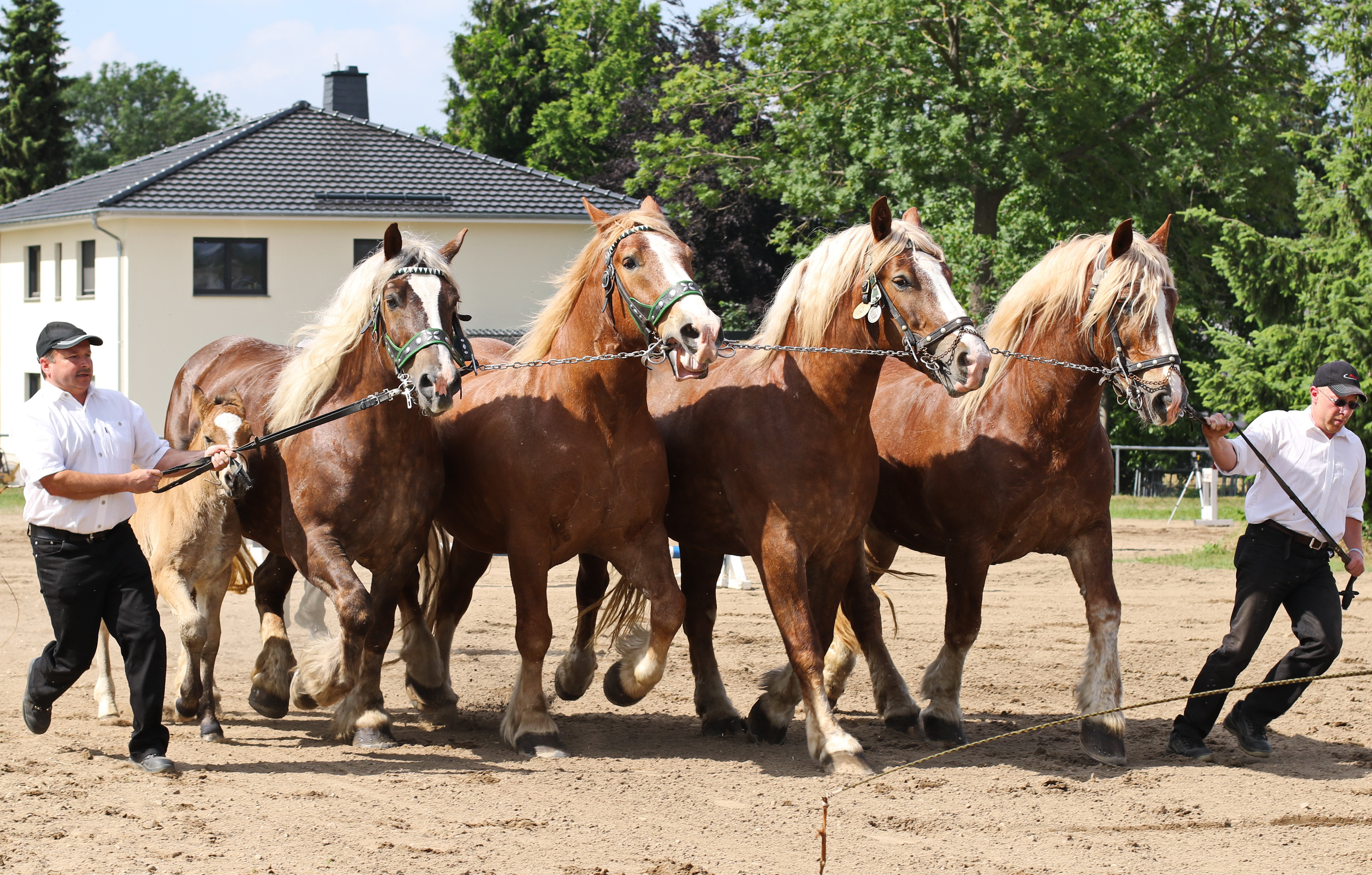
Présentation de chevaux de trait à Jahnsdorf, Erzgebirge, Saxe.

L'Allemagne dispose d'une grande variété de chevaux de trait, toutes des races à faibles effectifs. De toutes ces races, le Trait allemand du Sud (Oberländer) est le plus numériquement nombreux (en 2004), et le seul à ne pas être menacé d'extinction ; il est assez distant génétiquement des autres chevaux de trait allemands.

### Races éteintes
Un certain nombre de races de chevaux allemandes sont désormais éteintes, notamment l'Emscherbrücher, le Davertnickel, et le Beberbecker. D'autres races allemandes ont été fusionnées dans le stud-book d'une autre en raison de leur faible caractérisation et de leurs effectifs bas, c'est le cas du Bavarois, du Hessois, du Saxe-Anhalt, du Selle de Thuringe, du Württemberger et du Zweibrücker.

## Culture

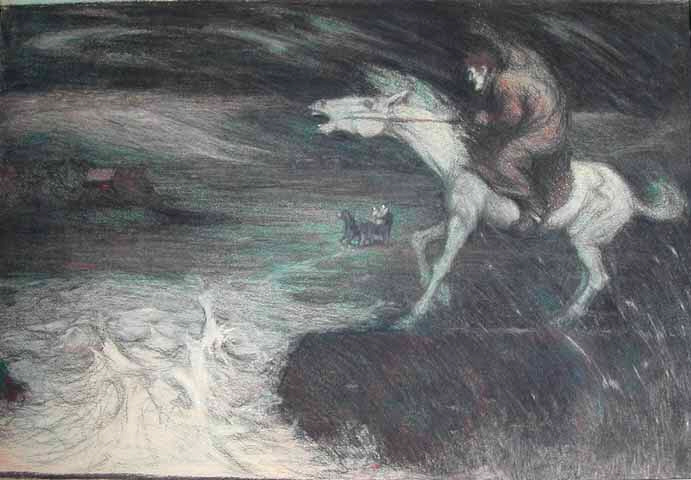
Franz Karl Basler-Kopp, Schimmelreiter I.

Le cheval est très présent dans les croyances germaniques. Selon Marc-André Wagner, le cheval est toujours vu comme un oracle présageant d'un décès à venir : le présage de mort y est l'interprétation dominante d'une vision de cheval. Le comportement du cheval reste signifiant dans la Germanie du XIXe siècle : un homme va mourir s'il secoue son harnachement nerveusement, un convoi funèbre va passer s'il secoue sa tête en hérissant sa crinière, l'occupant d'une maison mourra bientôt si un cheval refuse de passer devant, celui qui voit un cheval par sa fenêtre devrait bientôt décéder... Dans le folklore de Basse-Saxe et de l'Altmark, le schimmelreiter ou schimmel reiter est un cheval blanc maléfique ou un cavalier sur un cheval blanc, symboles de la catastrophe marine, qui détruit les digues pendant les tempêtes,.
Le cheval reste aussi très largement associé aux notions de prospérité, de chance, de fécondité et de bonne nouvelle, héritage des pratiques divinatoires d'hippomancie. Les frères Grimm collectent avec le conte de Ferdinand le fidèle et Ferdinand l'infidèle l'histoire d'un homme qui reçoit un cheval blanc prophétique doué de parole, capable de l'aider et de l'avertir. Jacob Grimm note une tradition de Basse-Saxe consistant à décorer la charpente du toit de têtes de chevaux en bois, pour se protéger du mal.